# Pries (Kilonia)
Pries, Kiel-Pries (duń. Pris) – dzielnica miasta Kilonia w Niemczech, w kraju związkowym Szlezwik-Holsztyn.